# Abzugsverfahren
Als Abzugsverfahren (oder Quellenabzugsverfahren; englisch pay-as-you-earn) wird in der Finanzwissenschaft und in der Steuerlehre eine Form der Steuererhebung bezeichnet, bei welcher die Steuerzahlung durch die Quelle des Ertrags oder der Einkunftsart vorgenommen wird.   

## Allgemeines
Die meisten Steuerarten werden aufgrund einer Steuererklärung durch Veranlagung erhoben. Das hat zur Folge, dass der steuerbare Tatbestand beim Steuerobjekt bereits eingetreten ist, die Steuerzahlung des Steuerbetrags jedoch erst nach dem Steuerbescheid durch den Steuerpflichtigen erfolgen muss. In diesem Zeitraum kommt es zu einer faktischen Steuerstundung. Beim Abzugsverfahren dagegen hat sich der Steuergesetzgeber dazu entschieden, das Quellenprinzip steuertechnisch durch Steuerabzug durchzusetzen. Dies führt dazu, dass die Steuer bereits am Ort und zur Zeit des Entstehens der steuerpflichtigen Einnahmen (an der „Quelle“ des Ertrags oder einer Einkunftsart) abgezogen wird. Die Steuer wird direkt bei der Entstehung der Steuerbemessungsgrundlage und nicht erst später beim Steuerpflichtigen erhoben. Hierdurch sind Steuerschuldner/Steuerträger und Steuerzahler nicht identisch, denn letzterer ist die Ertrags- oder Einkunftsquelle.

## Arten
Nach § 43 EStG in Verbindung mit § 43a EStG sind zwei Abzugsverfahren zu unterscheiden, nämlich das Abzugsverfahren für Eigenkapitalanlagen und Lebensversicherungen (Kapitalertragsteuer im engeren Sinne) sowie das als Zinsabschlag bezeichnete Verfahren für Fremdkapitalanlagen.

## Betroffene Steuerarten
Vom Abzugsverfahren sind sämtliche Abzugsteuern betroffen.
Die Einkommensteuer ist allgemein eine Veranlagungssteuer, doch gibt es hierbei einige Ausnahmen. Ein Steuerabzug an der Quelle wird bei der Lohnsteuer (Quelle: Arbeitgeber), bei der Kapitalertragsteuer (Quelle: Zahlungspflichtiger wie Emittenten bei Dividenden oder Kreditinstitute bei Habenzinsen), beim  Steuerabzug bei Bauleistungen (Quelle: Auftraggeber) und in bestimmten Fällen der beschränkten Steuerpflicht vorgenommen. Zu letzterer gehören die Aufsichtsratsteuer, Einkünfte von Künstlern, Sportlern usw. und Einkünfte aus der Überlassung der Nutzung von Urheberrechten, Lizenzen usw. (§ 50a Abs. 1 EStG).
Die Umsatzsteuer, deren Steuerdestinatar eigentlich der Verbraucher ist (indirekte Steuer), wird im Regelfall durch den Unternehmer als Steuerschuldner einbehalten und an das Finanzamt abgeführt (§ 13a Abs. 1 UStG). Der Vorsteuerabzug funktioniert wie ein Steuerabzug, das gilt auch für die Einfuhrumsatzsteuer, für den erklärten Innergemeinschaftlichen Erwerb und für erklärte als Leistungsempfänger geschuldete Umsatzsteuer.
Liegen die Ertrags- oder Einkunftsquellen im Ausland, so wird dort die Quellensteuer vom Quellenstaat abgezogen und einbehalten. 
Das Abzugsverfahren für ausländische Einkünfte soll eine Doppelbesteuerung vermeiden. Zu diesem Zweck wird bei der Ermittlung des Gesamtbetrags der Einkünfte die ausländische Einkommensteuer wie Werbungskosten abgezogen. Die so verminderten Einkünfte fließen in die Ermittlung der deutschen Einkommensteuer ein (§ 34c Abs. 2 bis 3 EStG).

## Wirtschaftliche Aspekte
Das Quellenabzugsverfahren ist aus Sicht des Steuergläubigers der Veranlagung fiskalisch überlegen. Bei erheblicher Steuerhinterziehung stellt das Verfahren sicher, dass überhaupt eine Einkommensteuer erhoben werden kann. Da der Zeitpunkt der Steuerzahlung vorverlegt wird, entstehen für den Steuergläubiger Zinsvorteile. Schließlich führt die Delegation der Steuererhebung auf Unternehmen oder Institutionen zu einer Entlastung der Finanzverwaltung auch im Hinblick auf die Verwaltungskosten.	
Die Schweiz ist der einzige Staat weltweit, in dem die Einkommensteuer nicht direkt vom Arbeitgeber vom Arbeitseinkommen abgezogen wird. Vielmehr müssen Arbeitnehmer eine Steuererklärung abgeben, aufgrund der die Einkommensteuer berechnet wird.

## Abgrenzung
Im Umsatzsteuerrecht wurde im Januar 2002 der Begriff des Abzugsverfahrens durch Umkehrung der Steuerschuldnerschaft ersetzt.